# Денисенко, Олег Иванович (политик)
Оле́г Ива́нович Денисе́нко (род. 15 апреля 1962, Любомль, Волынская область) — российский политический деятель. Депутат Государственной думы пятого и шестого созывов (фракция КПРФ).

## Биография
Родился в семье военных 15 апреля 1962 года в городе Любомль Волынская области Украинской ССР.
В 1983 году окончил Омское высшее общевойсковое командное училище им. М. В. Фрунзе, в 1992 году — Военную академию им. М. В. Фрунзе, в 2003 году — Российскую академию государственной службы при президенте России.
С 1996 года по 1999 год служил старшим офицером отдела антитеррористического центра ФСБ России в Хабаровске, заместителем начальника боевого отдела управления «Альфа» Центра специального назначения ФСБ. Участвовал в проведении контртеррористических операций в «Норд-Осте» и Беслане. В 2005 году уволился полковником запаса С 2005 года возглавлял совет директоров ОАО «Новко».
В 2007 году был избран депутатом Государственной думы пятого созыва по избирательному списку КПРФ в Омской области. КПРФ получила в области 11,6 % голосов, что дало ей право на один депутатский мандат, однако первый секретарь омского обкома КПРФ Александр Кравец, отказался от него в пользу Денисенко. В Госдуме вошёл во фракцию КПРФ, занял пост заместителя председателя комитета по безопасности.
В феврале 2009 года попал в «первую сотню» резерва управленческих кадров, находящихся под патронажем президента России. 4 марта 2009 года Денисенко в числе 28 участников президентского резерва встретился с президентом Дмитрием Медведевым в Кремле. Ряд СМИ рассматривал возможность того, что кандидатура Денисенко может быть предложена на пост губернатора Омской области.
В 2011 году избран депутатом Государственной думы шестого созыва, член фракции КПРФ, заместитель председателя комитета по безопасности и противодействию коррупции, член комиссии по рассмотрению расходов федерального бюджета, направленных на обеспечение национальной обороны, национальной безопасности и правоохранительной деятельности.
Член постоянной комиссии Межпарламентской ассамблеи государств — участников СНГ по экономике и финансам.
11 августа 2021 года назначен заместителем полномочного представителя президента РФ в Сибирском федеральном округе.

## Награды
- орден «За военные заслуги»
- медаль ордена «За заслуги перед Отечеством» II степени с изображением мечей
- медаль Суворова
- медаль «МПА СНГ. 25 лет» (27 марта 2017 года, Межпарламентская ассамблея СНГ) — за заслуги в деле развития и укрепления парламентаризма, за вклад в развитие и совершенствование правовых основ функционирования Содружества Независимых Государств, укрепление международных связей и межпарламентского сотрудничества[7].
- Благодарность Правительства Российской Федерации (23 марта 2010 года) — за заслуги в законотворческой деятельности Государственной Думы Федерального Собрания Российской Федерации[8].